# كريغ برادشو
كريغ برادشو (بالإنجليزية: Craig Bradshaw)‏ مواليد 28 يوليو 1983 في نيوزيلندا، هو لاعب كرة سلة نيوزلندي معتزل. بدأ مسيرته الاحترافية في سنة 2002. اعتزل اللعب في 2012.

## المسيرة الاحترافية
لعب مع ويلينغتون ساينتس في موسم 2002–2003، ثم لعب مع بريزبن بولتز في الدوري الأسترالي في موسم 2007–2008، ثم لعب مع أنادولو إفيس في سنة 2008، ثم لعب مع ليون في الدوري الإسباني في موسم 2008–2009، ثم لعب مع تشانغوون إل جي ساكرز في سنة 2009، ثم لعب مع في إي إف ريغا في سنة 2010، ثم لعب مع ساوثلاند شاركز في سنة 2012.

## روابط خارجية
- كريغ برادشو على موقع الاتحاد الدولي لكرة السلة (الإنجليزية)
- كريغ برادشو على موقع كرة السلة الأوروبية.كوم (الإنجليزية)
- كريغ برادشو على موقع كلية كرة السلة في سبورتس رفرنس.كوم (الإنجليزية)
- كريغ برادشو على موقع ريلجم (الإنجليزية)
- كريغ برادشو على موقع بروبوليرز (الإنجليزية)
- كريغ برادشو على موقع سبورتس رفرنس (الإنجليزية)
- كريغ برادشو على موقع أوليمبيديا (الإنجليزية)